# Holländermühle (Naumburg)

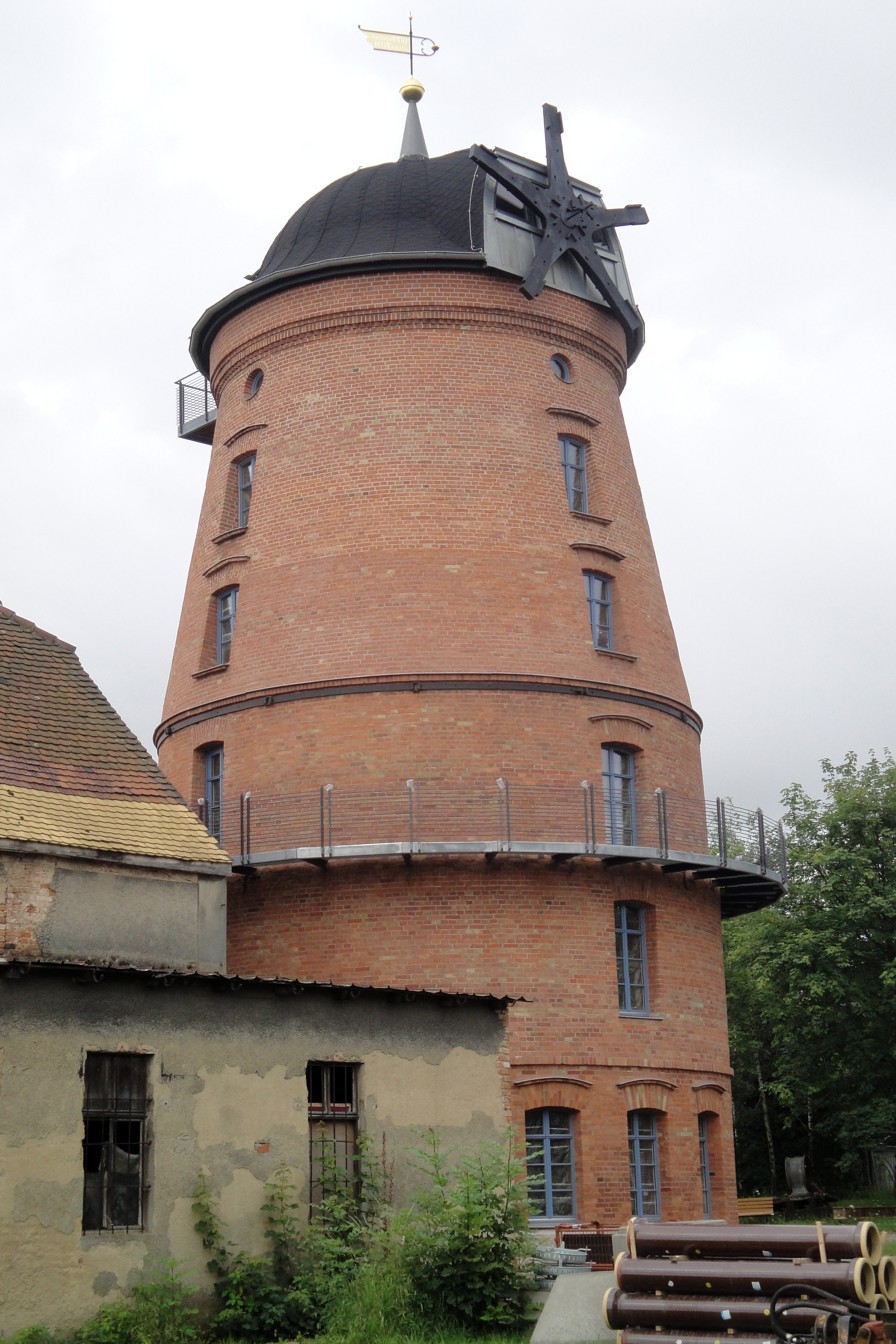
Holländermühle in Naumburg

Die Holländermühle in Naumburg (Saale) mit den Anschriften Flemminger Weg 51–53 ist eine ehemalige, 1879 von Wilhelm Förster erbaute Turmwindmühle. Nach holländischem Vorbild ist sie mit drehbarer Kuppel versehen. Sie ist eine der seltenen Windmühlen in Deutschland, die fünf Flügel besaß und war zu ihrer Bauzeit eine der modernsten Windmühlen in Deutschland. Der Turm hat eine Höhe von 25 Metern. Da die Windverhältnisse sich ungünstig gestalteten, wurde diese Mühle mit einem Elektromotor ausgestattet. 1991 wurde der Mühlenbetrieb beendet. Diese wurde 2012 restauriert, nachdem sie zunehmend in Verfall geriet, hat jedoch keine Flügel mehr. Das Drehkreuz für die fünf Windflügel ist jedoch deutlich zu erkennen. Sie wurde aus Ziegelstein errichtet. Erhalten sind auch die Nebengebäude. Das Baudenkmal steht auf dem südlichen Saalehochufer.
Gemahlen wurde hier in mehreren Mahlwerken Getreide. Zuletzt wurde ausschließlich Mischfutter produziert.
Die Mühle steht auf der Liste der Kulturdenkmale in Naumburg (Saale) und auf der Liste der Windmühlen in Sachsen-Anhalt.

## Varia
Unweit der Holländermühle führt ein Pfad, auf dem die Esel von der Schweinsbrücke bis zur Mühle der Bauern Säcke transportiert hatten und inoffiziell von Einheimischen noch immer Eselsweg  genannt wird. Der Pfad reicht talabwärts bis zur Kösener Straße unweit der Schweinsbrücke.